# Condado de Douglas (Nevada)
O Condado de Douglas (em inglês:  Douglas County) é um dos 16 condados do estado americano de Nevada. A sede do condado é Minden. Foi fundado em 1861.

## Geografia
De acordo com o United States Census Bureau, o condado possui uma área de 1 910 km², dos quais 1 838 km² estão cobertos por terra e 72 km² por água.

## Demografia
Segundo o censo nacional de 2010, o condado possui uma população de 46 997 habitantes e uma densidade populacional de 25 hab/km². Possui 23 671 residências, que resulta em uma densidade de 13 residências/km².